# 루카 요비치
루카 요비치(세르비아어: Лука Јовић, Luka Jović, 1997년 12월 23일 ~ )는 세르비아의 축구 선수이며, 현재 수페르리가 엘라다의 AEK 아테네에서 뛰고있다. 주 포지션은 스트라이커이다.
2018-19 시즌 분데스리가 올해의 팀을 수상하였고, 그 이후로 2019년 여름 이적시장에서 레알마드리드로 약 유로 6천만(한국 돈 812억 9700만원)이라는 레알마드리드로 이적하였다. 국가대표 경력에서는 2019년 3월 21일 독일과의 친선경기에서 시작한지 12분만에 헤딩골을 넣어서 팀의 무승부를 이끌었다.

## 국제 경력
2013년 12월 11일, 요비치는 크로아티아 U-17 대표팀을 상대로 세르비아 U-17 대표팀에서 헤트트릭을 기록하며 4-1로 승리를 거두었다. 2014년 7월, 그는 청소년 대표팀 감독 벨코 파우노비치에 의해 세르비아 U-19 팀으로 선발되어 2014 UEFA 유럽 U-19 축구 선수권 대회에 출전하였다.
2018년 5월, 요비치는 러시아에서 개최된 FIFA 월드컵을 위해 세르비아의 예비 대표팀 명단에 포함되었다. 6월 4일, 그는 칠레와의 친선경기에서 84분에 알렉산다르 미트로비치 대신 교체 출전하여 국제 데뷔를 하였다. 이후 2018년 FIFA 월드컵에 참가하는 최종 23인 대표팀으로 선발되었으며, 브라질과의 경기에서는 후반 추가 시간에 교체 출전하였다.
2019년 3월 20일, 요비치는 독일과의 친선경기에서 국가대표팀 첫 골을 기록하였다.
2022년 11월, 요비치는 카타르에서 개최되는 2022년 FIFA 월드컵을 위해 세르비아 대표팀 명단에 포함되었다. 그는 대표팀과 함께 카메룬 및 스위스와의 그룹리그 경기에 출전하였고, 세르비아는 그룹에서 4위로 마무리하였다.

## 개인적인 삶
요비치는 어릴 때 자신의 언니가 백혈병과 싸우는 경험을 했다. 이 경험이 그의 인생에 큰 영향을 미치며 그를 용기 있는 사람으로 만드는 계기가 되었다.
2019년 2월 25일, 그는 전 여자친구 안젤라 마니타셰비치와의 사이에서 아들 데이비드를 부모로 둔 아빠가 되었다. 2019년 여름부터 그는 세르비아 모델 소피야 밀로세비치와의 관계에 있다. 그들은 Aleksej Jović (2020년 출생) 그리고 Teodor Jović (2022년 출생)을 두 명 두고 있다.
2020년 3월 18일, 세르비아의 코로나 바이러스 팬데믹 상황 속에서, 요비치는 스페인의 마드리드에서 베오그라드로 돌아와 밀로세비치의 생일 파티에 참석하여 세르비아의 자가 격리 규정을 어기고 만족스러운 리더십을 뽐내었다. 아나 브르나비치 세르비아 총리가 비판하며 가능한 형사고소를 받을 수도 있다. 2021년 12월 30일, 그는 코로나 바이러스 양성 반응을 보였다.

## 수상

#### 레드 스타 베오그라드
- 세르비아 1부 : 2013–14

#### SL 벤피카
- 프리메이라리가 : 2015–16, 2016–17

#### 아인라흐트 프랑크푸르트
- DFB 포칼 : 2017-18

#### 레알 마드리드
- 라리가 : 2019–20, 2021–22
- 수페르코파 데 에스파냐 : 2019–20, 2021–22
- UEFA 챔피언스리그 : 2021-22

#### 밀란
- 수페르코파 이탈리아나 : 2024

### 개인
- VDV 올해의 팀 : 2018-19
- 분데스리가 올해의 팀 : 2018-19
- UEFA 유로파리그 시즌의 스쿼드 : 2018-19
- 밀란 이 달의 선수 : 23년 12월, 25년 4월